# Споменик фудбалеру у Нишу
Споменик фудбалеру је смештен у парку крај Кеја 20. децембра у Нишу.
Љубомир Јаковљевић је био фудбалер који је играо у ФК Синћелићу током међуратног периода у Краљевини СХС. У зиму 1926. године покушао је да спасе једног дечака који је упао у ледену и набујалу Нишаву. Захвајући његовој интервенцији дечак је спасен, али сам Јаковљевић није успео да се извуче и изгубио је живот у леденој бујици.
Јаковљевићев клуб је ангажовао вајара Живојина Лукића из Београда који је направио споменик у бронзи. На ицијативу Јаковљевићевог клуба и тадашњих градских власти споменик је постављен 1927. године у парку Седми јули поред Нишаве.
На постољу споменика налази се следећи угравирани натпис:
| „ | † Љубомиру Ј. Јаковљевићу „Маки“ - Македонцу чиновнику и рез. п. поручнику Н. С. К. „Синђелић“ | ” |

Споменик се налази на месту на коме је првобитно постављен.